# Шотландська волинка
Шотландська волинка, або бегпайп (англ. Great Highland bagpipe, що в буквальному прекладі — «велика гірська сумка з трубками») — старовинний шотландський інструмент, різновид волинки. Має вигляд резервуара зі шкіри вівці чи кози, що вивернула навиворіт (goose), до якого прикріплюються (прив'язуються) три бурдонні трубки (drones), одна трубка з вісьмома отворами для гри (chanter) і спеціальна коротка трубка для вдування повітря. Має спрощену подачу повітря (через піддувну трубку), що забезпечує свободу правій руці.
При грі волинщик наповнює повітрям резервуар і, натискаючи на нього ліктем лівої руки, змушує звучати бурдон та ігрову трубки.
Шотландська волинка — найпопулярніша і найвпізнаваніша волинка у світі. Волинщики дуже цінувалися шотландськими кланами і мали привілеї по відношенню до інших членів клану. Їх професія передавалася з покоління в покоління. Одні з найвідоміших спадкових волинщиків серед горців Шотландії, Маккріммони, що служили клану Маклауд з Данвеган, навіть відкрили на острові Скай власний коледж, в якому навчали грі на волинці.
Шотландська волинка сьогодні виготовляється в тональності сі-бемоль мажор, лад — міксолідійський.
Потужність звукового тиску в шотландській волинці становить 108 дБ. В горах або на відкритому просторі дальність звучання може досягати 6 км. Стрій сучасної шотландської волинки — 446 Гц, на відміну від всіх класичних музичних інструментів, які налаштовуються в 440 Гц. Тим не менш, деякі майстри шотландської волинки виготовляють інструменти з автентичному, низькому строї в 440 Гц.
Таким чином, тональність шотландської волинки розташована посередині між сі-бемоль і сі-бекар і дає їй ранг особливої 25-й тональності, що лежить окремо від відомих 24 класичних. Магія звучання шотландської волинки полягає в пронизливому тембрі, гучності і постійному супроводі основної мелодії бурдонним тоном. Всі ці якості роблять шотландську волинку ідеальним музичним інструментом для церемоній, парадів і створення урочистого настрою, так само як і для психічної атаки.

## Цікаві факти
- Шотландська волинка взяла участь у всіх військових кампаніях Британської армії за останні 300 років. 18 червня 1815 року в битві під Ватерлоо в Бельгії, під час контратаки на корпус французького імперського маршала Даву, на шотландській волинці був вперше виконаний патріотичний марш 52-ї піхотної бригади Шотландських стрільців, «Шотландія Хоробра» (англ. Scotland The Brave, шотл. гел. Alba an Aigh), що став пізніше неофіційним гімном Шотландії.
- У столиці Шотландії Единбурзі на залізничному вокзалі Уеверлі, людей, що приїжджають, зустрічає зачаровує звук волинки. У цьому місті у виконанні почесної варти волинка звучить і у неоготичного всесвітньо відомого монумента, присвяченого Вальтеру Скотту.
- Шотландці наділяють волинку «магічними силами», наприклад, вона може відлякувати щурів. Також існує повір'я, що інструмент починає красиво звучати у волинщика тільки через рік, коли звикне до господаря.[2]
- Шотландський ансамбль взяв участь у траурній церемонії пам'яті жертв найбільшого терористичного акту — вибуху Всесвітнього торгового центру в Нью-Йорку здійсненого 11 вересня 2001 р.[3]